# 최부경
최부경(崔富景, 1989년 6월 28일 ~ )은 한국프로농구 서울 SK 나이츠 소속 농구선수이다. 2012년 KBL 드래프트에서 전체 2순위로 서울 SK 나이츠에 지명되었다.

## 학력
- 동아고등학교
- 건국대학교

## 경력
- 2012년 ~ 현재 : 서울 SK 나이츠 (2012년 드래프트 1라운드 2순위)
- 2016년 : FIBA 아시안 챌린지 농구 국가대표
- 2017년 : FIBA 아시안 컵 농구 국가대표
- 2019년 : 2019년 FIBA 농구 월드컵 대한민국 국가대표